# Grand Prix automobile d'Australie 2016
GP précédent GP suivant
Le Grand Prix automobile d'Australie 2016 (2016 Formula 1 Rolex Australia Grand Prix), disputé le 20 mars 2016 sur le circuit de l'Albert Park, est la 936e épreuve du championnat du monde de Formule 1 courue depuis 1950. Il s'agit de la 32e édition du Grand Prix d'Australie comptant pour le championnat du monde de Formule 1 et de la première manche du championnat 2016.
Sur fond de polémique concernant le nouveau format des qualifications adopté deux semaines plus tôt par la FIA et mis en pratique pour la première fois à Melbourne, Lewis Hamilton domine toutes les séances d'essais et la dernière phase des qualifications où le duel escompté avec son coéquipier Nico Rosberg n'a pas lieu. Le triple champion du monde britannique réalise ainsi sa troisième pole position consécutive sur la piste australienne, la cinquantième de sa carrière. Derrière une nouvelle première ligne entièrement occupée par les Mercedes, Sebastian Vettel (à 8 dixièmes de seconde) et Kimi Räikkönen (à 1 s 196) au volant de leurs Ferrari SF16-H suivent en deuxième ligne ; ils devancent la Toro Rosso STR11 à moteur Ferrari de Max Verstappen et la Williams FW38 de Felipe Massa.
Le dimanche, à l'extinction des feux, les deux Flèches d'Argent ratent leur envol, Vettel jaillit en tête devant Räikkönen tandis que Rosberg n'est plus que troisième et que Hamilton chute au sixième rang à la fin du premier tour, le forçant à entamer sa remontée. Le quadruple champion du monde allemand mène la course jusqu'au dix-septième tour, quand un violent accrochage entre Esteban Gutiérrez et Fernando Alonso provoque l'interruption de l'épreuve au drapeau rouge.
Fernando Alonso tentait de dépasser la Haas VF-16 d'Esteban Gutiérrez qui le précédait. À cause d'une mauvaise anticipation du freinage de son concurrent, il touche la roue arrière gauche du Mexicain, et n'ayant plus le contrôle de sa voiture, fonce sur le mur de gauche et le percute, ce qui fait glisser sa voiture de travers en présentant le flanc gauche à l’échappatoire. Cette glissade a pour effet d'enfoncer le flanc de la voiture dans le sable, ce qui fait, par force centrifuge, soulever l'autre flanc. La voiture part en un tonneau latéral, mais retombe sur l'arrière dans le sable, ce qui a pour effet de la propulser en l'air, à plus de trois mètres de hauteur. Les énormes cabrioles de la voiture s'expliquent en partie par le fait que les roues, bien que leurs suspensions soient toutes brisées, étaient encore attachées à la voiture, la tirant dans tous les sens. Pour finir, la monoplace retombe sur le nez, ce qui a pour effet de la rejeter vers le mur droit de l'échappatoire, où elle atterrit sur le toit, plaquée au mur et quasiment pliée sur elle-même, laissant craindre le pire pour son occupant. Malgré l'extrême violence du choc (la McLaren MP4-31 est complètement détruite), l'Espagnol s'extrait seul de sa monoplace. 
À ce point, Ferrari commet l'erreur stratégique de chausser Vettel de pneus supertendres usés alors que les Mercedes, qui repartent en pneus medium neufs (les plus durs proposés par Pirelli), n'ont plus besoin de s'arrêter. Tandis que Räikkönen abandonne, moteur en feu, Vettel, toujours en tête, repasse au stand au trente-cinquième tour pour terminer troisième, comme en 2015, laissant le champ libre à un doublé Mercedes. Rosberg obtient la quinzième victoire de sa carrière, son quatrième succès consécutif. Daniel Ricciardo, devant son public, prend la quatrième place, avec le meilleur tour en course ; il devance Felipe Massa et Romain Grosjean qui marque les huit premiers points de l'écurie novice américaine Haas F1 Team. Nico Hülkenberg se classe septième en prenant le meilleur sur Valtteri Bottas. Les deux Toro Rosso-Ferrari de Carlos Sainz Jr. et Max Verstappen s'adjugent les points restants.
Mercedes, avec 43 points, mène le championnat devant Ferrari (15 points) et Williams (14 points) ; suivent Red Bull Racing (12 points), Haas (8 points), Force India (6 points) et Scuderia Toro Rosso (3 points). 
En marge de la course, les onze écuries réunies d'urgence proposent, à l'unanimité, d'abandonner le nouveau format des qualifications et d'en revenir à la formule classique dès le prochain Grand Prix à Bahreïn. Toutefois, après réflexion, Williams Martini Racing, Force India et Pirelli s'opposent au retour de l'ancien système. Le jeudi 24 mars, faute de l'accord unanime des vingt-six membres de la Commission F1 nécessaire pour changer le règlement en cours de saison, le format qualificatif à élimination est finalement conservé.

## Pneus disponibles
| Pneus pour piste sèche | Pneus pour piste sèche | Pneus pour piste sèche | Pneus pluie    | Pneus pluie |
| ---------------------- | ---------------------- | ---------------------- | -------------- | ----------- |
| Super tendres          | Tendres                | Medium                 | Intermédiaires | Pluie       |

## Essais libres

### Première séance, le vendredi de 12 h 30 à 14 h
| Pos. | Pilote           | Voiture              | Chrono         | Écart     |
| ---- | ---------------- | -------------------- | -------------- | --------- |
| 1    | Lewis Hamilton   | Mercedes             | 1 min 29 s 725 |           |
| 2    | Daniil Kvyat     | Red Bull-TAG Heuer   | 1 min 30 s 146 | + 0 s 421 |
| 3    | Daniel Ricciardo | Red Bull-TAG Heuer   | 1 min 30 s 875 | + 0 s 746 |
| 4    | Nico Hülkenberg  | Force India-Mercedes | 1 min 31 s 325 | + 1 s 600 |
| 5    | Max Verstappen   | Toro Rosso-Ferrari   | 1 min 31 s 720 | + 1 s 995 |
| 6    | Nico Rosberg     | Mercedes             | 1 min 31 s 814 | + 2 s 089 |

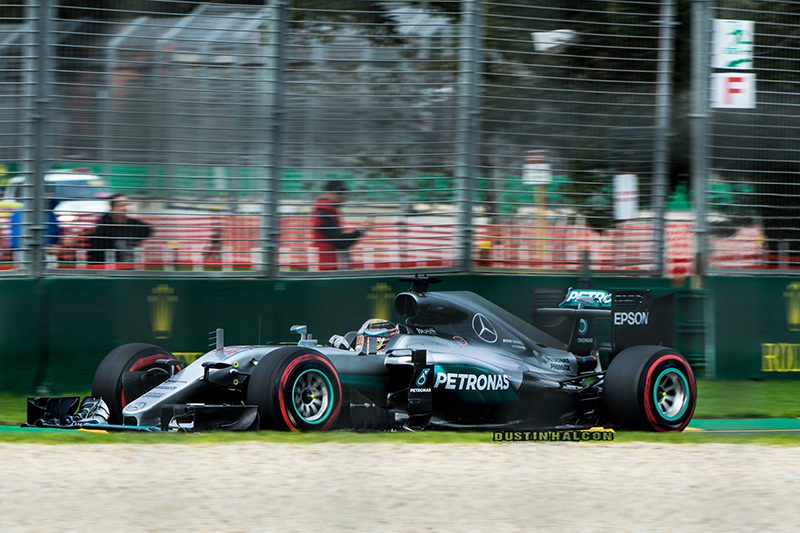
Lewis Hamilton au Grand Prix automobile d'Australie 2016.

Il ne pleut plus sur Melbourne mais la piste reste mouillée au début de la session. Sebastian Vettel, avec sa Ferrari SF16-H chaussée de pneus pluie est le premier à s'élancer, il est rejoint en piste par son coéquipier ainsi que Max Verstappen. Équipés de pneus intermédiaires, Nico Rosberg réalise le premier temps de la séance en 1 min 44 s 037 avant d'être battu par Lewis Hamilton qui, dès son premier tour chronométré, prend la tête en 1 min 40 s 812,,.
Grâce au vent, la piste s'assèche sauf dans le dernier secteur qui reste humide. Les pilotes chaussent les pneus intermédiaires et Kimi Räikkönen tourne en 1 min 40 s 754. Après une demi-heure, Daniel Ricciardo devance le reste du plateau en mettant les pneus pour le sec ; avec un composé « médium », il améliore à deux reprises, en 1 min 34 s 007 puis 1 min 32 s 394,,.
La pluie fait alors son retour sur l'Albert Park et inonde les deux premiers secteurs, obligeant les pilotes à rentrer aux stands au ralenti. Seuls les pilotes Renault F1 Team, Jolyon Palmer et Kevin Magnussen, qui étaient en pneumatiques intermédiaires, restent en piste pour effectuer un dernier tour chronométré avant de rentrer,,. 

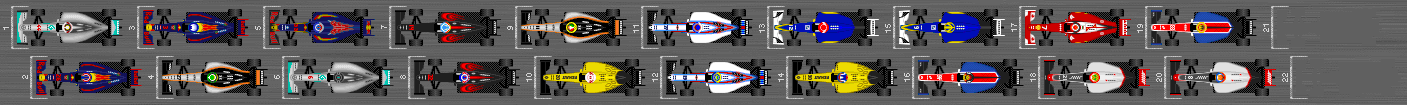
Schéma des résultats de la première séance d'essais libres du Grand Prix d'Australie 2016.

### Deuxième séance, le vendredi de 16 h 30 à 18 h
| Pos. | Pilote           | Voiture              | Chrono         | Écart     |
| ---- | ---------------- | -------------------- | -------------- | --------- |
| 1    | Lewis Hamilton   | Mercedes             | 1 min 38 s 841 |           |
| 2    | Nico Hülkenberg  | Force India-Mercedes | 1 min 39 s 308 | + 0 s 467 |
| 3    | Kimi Räikkönen   | Ferrari              | 1 min 39 s 486 | + 0 s 645 |
| 4    | Daniel Ricciardo | Red Bull-TAG Heuer   | 1 min 39 s 535 | + 1 s 694 |
| 5    | Carlos Sainz Jr. | Toro Rosso-Ferrari   | 1 min 39 s 694 | + 0 s 853 |
| 6    | Fernando Alonso  | McLaren-Honda        | 1 min 39 s 895 | + 1 s 054 |

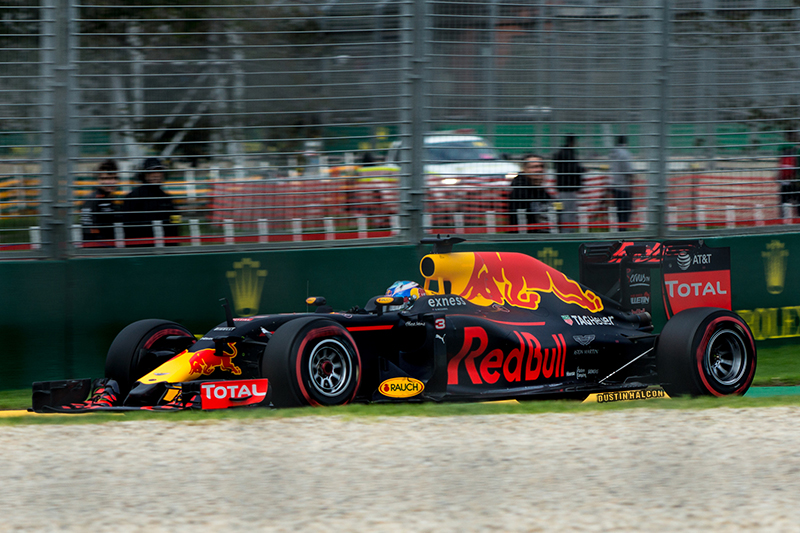
Daniel Ricciardo au Grand Prix automobile d'Australie 2016.

Cette séance ayant été perturbée par la pluie, les pilotes ont très peu tourné (par exemple, seulement six tours pour Hamilton).

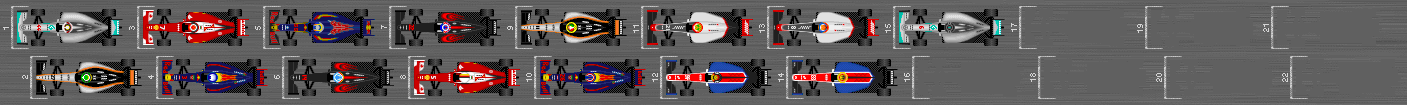
Schéma des résultats de la deuxième séance d'essais libres du Grand Prix d'Australie 2016.

### Troisième séance, le samedi de 14 h à 15 h

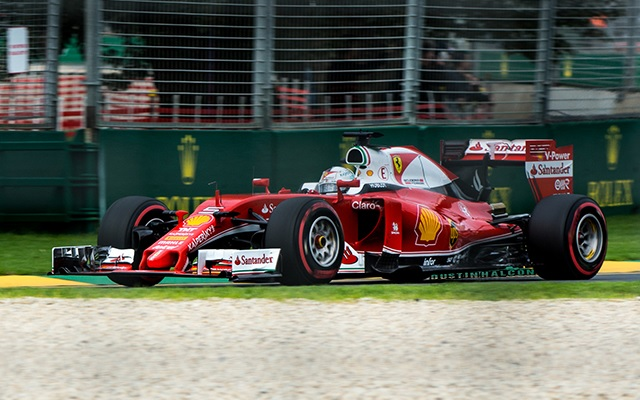
Sebastian Vettel au Grand Prix automobile d'Australie 2016.

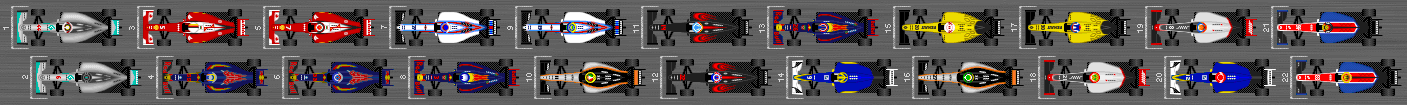
Schéma des résultats de la troisième séance d'essais libres du Grand Prix d'Australie 2016.

| Pos. | Pilote           | Voiture            | Chrono         | Écart     |
| ---- | ---------------- | ------------------ | -------------- | --------- |
| 1    | Lewis Hamilton   | Mercedes           | 1 min 25 s 624 |           |
| 2    | Nico Rosberg     | Mercedes           | 1 min 25 s 800 | + 0 s 176 |
| 3    | Sebastian Vettel | Ferrari            | 1 min 25 s 852 | + 0 s 228 |
| 4    | Carlos Sainz Jr. | Toro Rosso-Ferrari | 1 min 26 s 257 | + 0 s 633 |
| 5    | Kimi Räikkönen   | Ferrari            | 1 min 26 s 435 | + 0 s 811 |
| 6    | Max Verstappen   | Toro Rosso-Ferrari | 1 min 26 s 701 | + 1 s 077 |

## Séance de qualifications

### Un nouveau format de qualification critiqué

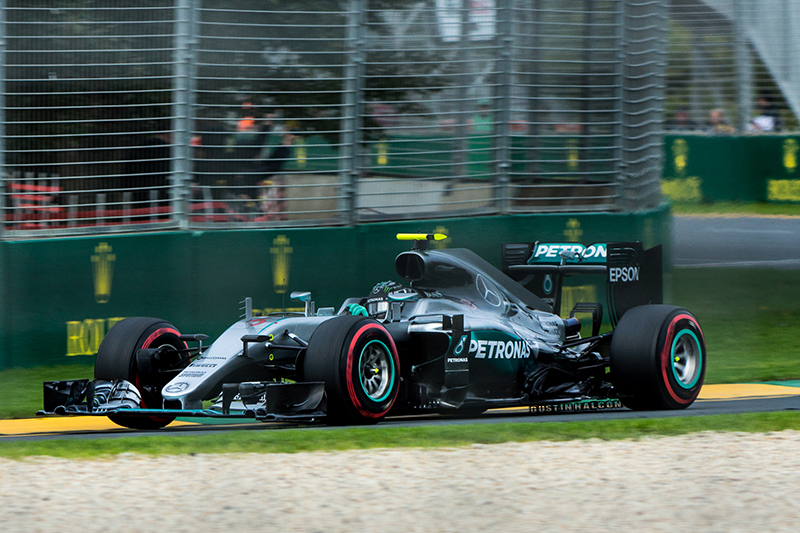
Nico Rosberg au Grand Prix automobile d'Australie 2016.

Le 24 février 2016, le Groupe Stratégique et la Commission F1 adoptent un nouveau système de qualifications consistant à éliminer le pilote le plus lent toutes les 90 secondes. Cette décision doit être validée lors du conseil mondial de la FIA, à Genève, le 4 mars 2016. Cette nouvelle mesure suscite des controverses tant au sein des pilotes que des écuries.
Bernie Ecclestone annonce toutefois que cette décision ne serait mise en place qu'au retour de la compétition en Europe, à partir du Grand Prix d'Espagne, afin d'adapter les logiciels de l'organisation et les systèmes d'affichage au nouveau format qualificatif. Le 4 mars 2016, le nouveau système de qualification est validé et sera appliqué dès la première manche du championnat 2016.
Le samedi 19 mars, à Melbourne, à l'issue de la première séance de qualification disputée selon cette formule, les critiques sont unanimes parmi les acteurs de la Formule 1. Toto Wolff déclare ainsi : « Ce nouveau format est naze ! » tandis que Bernie Ecclestone ajoute : « Ce nouveau format est pourri ! » Ils sont rejoints par Christian Horner qui poursuit : « Nous devrions présenter nos excuses aux fans, le spectacle n'était pas au rendez-vous aujourd'hui. ». De son côté, Sebastian Vettel résume bien le sentiment des pilotes : « C'est de la merde ! Mais nous avions tous dit que ça allait se passer ainsi, je ne sais pas pourquoi les gens sont surpris. On nous a dit d’attendre pour voir. On a attendu et on a vu le résultat ! Ça n'a pas marché. Au début de la session, il fallait gérer le trafic parce que tout le monde sortait en même temps. Et à la fin de la séance, alors que la piste était la meilleure, il n'y avait plus aucune voiture ».
Une réunion d'urgence avec les onze équipes est organisée le lendemain 20 mars pour changer ce format qui n'a pas apporté le spectacle escompté. En effet, ni le combat en piste, ni le duel espéré entre les deux derniers pilotes qualifiés lors de la phase Q3 n'ont lieu. Les pilotes satisfaits de leurs places après un seul tour rapide qui voit déjà les Mercedes se poster à l'avant, descendent un à un de leurs voitures; à 7 minutes de la fin, seules les deux Flèches d'Argent ressortent, Hamilton améliore et s'assure la pole position, puis la piste reste vide durant les cinq dernières minutes de la session.
Les onze écuries tombent d'accord à l'unanimité pour en revenir au système habituel dès le prochain Grand Prix, à Bahreïn. Cette décision doit encore être validée par la Commission F1 et le Conseil Mondial. Toutefois, après réflexion, Williams F1 Team, Force India et Pirelli s'opposent au retour de l'ancien système. Le jeudi 24 mars, faute de l'accord unanime des vingt-six membres de la Commission F1 nécessaire pour changer le règlement en cours de saison, le format qualificatif à élimination est finalement conservé.

### Résultats des qualifications

#### Session Q1 (16 minutes)
Après sept minutes, le pilote le plus lent du plateau est éliminé. Il est procédé ensuite à une élimination toutes les 90 secondes jusqu'à la fin de la session (soit 7 éliminations au total) afin de ne permettre qu'à 15 pilotes d'accéder à la Q2.

#### Session Q2 (15 minutes)
Après six minutes, le pilote le plus lent du plateau est éliminé. Il est procédé ensuite à une élimination toutes les 90 secondes jusqu'à la fin de la session (soit 7 éliminations au total) afin de ne permettre qu'à 8 pilotes d'accéder à la Q3.

#### Session Q3 (14 minutes)
Après cinq minutes, le pilote le plus lent du plateau est éliminé. Il est procédé ensuite à une élimination toutes les 90 secondes jusqu'à la fin de la session ; ainsi, seuls deux pilotes restent en piste pour se disputer la pole position lors des 90 dernières secondes.

### Grille de départ
| Pos.                                                                                      | Pilote            | Écurie               | Qualifications 1 | Qualifications 2 | Qualifications 3 |
| ----------------------------------------------------------------------------------------- | ----------------- | -------------------- | ---------------- | ---------------- | ---------------- |
| 1                                                                                         | Lewis Hamilton    | Mercedes             | 1 min 25 s 351   | 1 min 24 s 605   | 1 min 23 s 837   |
| 2                                                                                         | Nico Rosberg      | Mercedes             | 1 min 26 s 934   | 1 min 24 s 796   | 1 min 24 s 197   |
| 3                                                                                         | Sebastian Vettel  | Ferrari              | 1 min 26 s 945   | 1 min 25 s 257   | 1 min 24 s 675   |
| 4                                                                                         | Kimi Räikkönen    | Ferrari              | 1 min 26 s 579   | 1 min 25 s 615   | 1 min 25 s 033   |
| 5                                                                                         | Max Verstappen    | Toro Rosso-Ferrari   | 1 min 26 s 934   | 1 min 25 s 615   | 1 min 25 s 434   |
| 6                                                                                         | Felipe Massa      | Williams-Mercedes    | 1 min 25 s 918   | 1 min 25 s 644   | 1 min 25 s 458   |
| 7                                                                                         | Carlos Sainz Jr.  | Toro Rosso-Ferrari   | 1 min 27 s 057   | 1 min 25 s 384   | 1 min 25 s 582   |
| 8                                                                                         | Daniel Ricciardo  | Red Bull-TAG Heuer   | 1 min 26 s 945   | 1 min 25 s 599   | 1 min 25 s 589   |
| 9                                                                                         | Sergio Pérez      | Force India-Mercedes | 1 min 26 s 607   | 1 min 25 s 753   |                  |
| 10                                                                                        | Nico Hülkenberg   | Force India-Mercedes | 1 min 26 s 550   | 1 min 25 s 865   |                  |
| 11                                                                                        | Valtteri Bottas   | Williams-Mercedes    | 1 min 27 s 135   | 1 min 25 s 961   |                  |
| 12                                                                                        | Fernando Alonso   | McLaren-Honda        | 1 min 26 s 537   | 1 min 26 s 125   |                  |
| 13                                                                                        | Jenson Button     | McLaren-Honda        | 1 min 26 s 740   | 1 min 26 s 304   |                  |
| 14                                                                                        | Jolyon Palmer     | Renault              | 1 min 27 s 241   | 1 min 27 s 601   |                  |
| 15                                                                                        | Kevin Magnussen   | Renault              | 1 min 27 s 297   | 1 min 27 s 742   |                  |
| 16                                                                                        | Marcus Ericsson   | Sauber-Ferrari       | 1 min 27 s 435   |                  |                  |
| 17                                                                                        | Felipe Nasr       | Sauber-Ferrari       | 1 min 27 s 958   |                  |                  |
| 18                                                                                        | Daniil Kvyat      | Red Bull-TAG Heuer   | 1 min 28 s 006   |                  |                  |
| 19                                                                                        | Romain Grosjean   | Haas-Ferrari         | 1 min 28 s 322   |                  |                  |
| 20                                                                                        | Esteban Gutiérrez | Haas-Ferrari         | 1 min 29 s 606   |                  |                  |
| 21                                                                                        | Rio Haryanto      | Manor-Mercedes       | 1 min 29 s 627   |                  |                  |
| 22                                                                                        | Pascal Wehrlein   | Manor-Mercedes       | 1 min 29 s 642   |                  |                  |
| Temps minimal à réaliser pour la qualification : 1 min 31 s 325 (107 % de 1 min 25 s 351) |                   |                      |                  |                  |                  |

- Rio Haryanto, auteur du vingt-et-unième temps des qualifications, reçoit une pénalité de trois places pour s'être accroché dans les stands avec Romain Grosjean lors de la troisième séance d'essais libres. Il s'élance de la vingt-deuxième et dernière position sur la grille de départ[19].
- Valtteri Bottas, auteur du onzième temps des qualifications, reçoit une pénalité de cinq places pour un changement de boîte de vitesses. Il s'élance de la seizième place sur la grille de départ[19].

## Course

### Classement de la course
| Pos. | no | Pilote            | Écurie               | Tours | Temps/Abandon                      | Grille | Points |
| ---- | -- | ----------------- | -------------------- | ----- | ---------------------------------- | ------ | ------ |
| 1    | 6  | Nico Rosberg      | Mercedes             | 57    | 1 h 48 min 15 s 556 (167,526 km/h) | 2      | 25     |
| 2    | 44 | Lewis Hamilton    | Mercedes             | 57    | + 8 s 060                          | 1      | 18     |
| 3    | 5  | Sebastian Vettel  | Ferrari              | 57    | + 9 s 643                          | 3      | 15     |
| 4    | 3  | Daniel Ricciardo  | Red Bull-TAG Heuer   | 57    | + 24 s 330                         | 8      | 12     |
| 5    | 19 | Felipe Massa      | Williams-Mercedes    | 57    | + 58 s 979                         | 6      | 10     |
| 6    | 8  | Romain Grosjean   | Haas-Ferrari         | 57    | + 1 min 12 s 081                   | 19     | 8      |
| 7    | 27 | Nico Hülkenberg   | Force India-Mercedes | 57    | + 1 min 14 s 199                   | 10     | 6      |
| 8    | 77 | Valtteri Bottas   | Williams-Mercedes    | 57    | + 1 min 15 s 153                   | 16     | 4      |
| 9    | 55 | Carlos Sainz Jr.  | Toro Rosso-Ferrari   | 57    | + 1 min 15 s 680                   | 7      | 2      |
| 10   | 33 | Max Verstappen    | Toro Rosso-Ferrari   | 57    | + 1 min 16 s 833                   | 5      | 1      |
| 11   | 30 | Jolyon Palmer     | Renault              | 57    | + 1 min 23 s 399                   | 13     |        |
| 12   | 20 | Kevin Magnussen   | Renault              | 57    | + 1 min 25 s 606                   | 14     |        |
| 13   | 11 | Sergio Pérez      | Force India-Mercedes | 57    | + 1 min 31 s 699                   | 9      |        |
| 14   | 22 | Jenson Button     | McLaren-Honda        | 56    | + 1 tour                           | 12     |        |
| 15   | 12 | Felipe Nasr       | Sauber-Ferrari       | 56    | + 1 tour                           | 17     |        |
| 16   | 94 | Pascal Wehrlein   | Manor-Mercedes       | 56    | + 1 tour                           | 21     |        |
| Abd. | 9  | Marcus Ericsson   | Sauber-Ferrari       | 38    | Vibrations excessives              | 15     |        |
| Abd. | 7  | Kimi Räikkönen    | Ferrari              | 21    | Moteur                             | 4      |        |
| Abd. | 88 | Rio Haryanto      | Manor-Mercedes       | 17    | Transmission                       | 22     |        |
| Abd. | 21 | Esteban Gutiérrez | Haas-Ferrari         | 16    | Accrochage avec Alonso             | 20     |        |
| Abd. | 14 | Fernando Alonso   | McLaren-Honda        | 16    | Accrochage avec Gutiérrez          | 11     |        |
| Np.  | 26 | Daniil Kvyat      | Red Bull-TAG Heuer   | 0     | Électricité                        |        |        |

### Pole position et record du tour
- Pole position :  Lewis Hamilton (Mercedes) en 1 min 23 s 837 (227,713 km/h)[21].
- Meilleur tour en course :  Daniel Ricciardo (Red Bull-TAG Heuer) en 1 min 28 s 997 (214,511 km/h) au quarante-neuvième tour[22].

### Tours en tête
- Sebastian Vettel : 32 tours (1-12 / 16-35)[23]
- Kimi Räikkönen : 3 tours (13-15)
- Nico Rosberg : 23 tours (36-57)

## Classements généraux à l'issue de la course
| Pos. | Pilote           | Écurie               | Points |
| ---- | ---------------- | -------------------- | ------ |
| 1er  | Nico Rosberg     | Mercedes             | 25     |
| 2    | Lewis Hamilton   | Mercedes             | 18     |
| 3    | Sebastian Vettel | Ferrari              | 15     |
| 4    | Daniel Ricciardo | Red Bull-TAG Heuer   | 12     |
| 5    | Felipe Massa     | Williams-Mercedes    | 10     |
| 6    | Romain Grosjean  | Haas-Ferrari         | 8      |
| 7    | Nico Hülkenberg  | Force India-Mercedes | 6      |
| 8    | Valtteri Bottas  | Williams-Mercedes    | 4      |
| 9    | Carlos Sainz Jr. | Toro Rosso-Ferrari   | 2      |
| 10   | Max Verstappen   | Toro Rosso-Ferrari   | 1      |

| Pos. | Écurie               | Points |
| ---- | -------------------- | ------ |
| 1er  | Mercedes             | 43     |
| 2    | Ferrari              | 15     |
| 3    | Williams-Mercedes    | 14     |
| 4    | Red Bull-TAG Heuer   | 12     |
| 5    | Haas-Ferrari         | 8      |
| 6    | Force India-Mercedes | 6      |
| 7    | Toro Rosso-Ferrari   | 3      |

## Statistiques
Le Grand Prix d'Australie 2016 représente :
- la 50e pole position de sa carrière pour Lewis Hamilton[26] ;
- la 15e victoire de sa carrière en Formule 1 pour Nico Rosberg[27] ;
- la 46e victoire pour Mercedes en tant que constructeur[28] ;
- le 29e doublé pour Mercedes en tant que constructeur[29] ;
- la 132e victoire pour Mercedes en tant que motoriste[30] ;
- le 1er départ en Grand Prix pour l'écurie Haas F1 Team[31] ;
- le 1er départ en Grand Prix de Jolyon Palmer, Pascal Wehrlein et Rio Haryanto[32],[33],[34].

Au cours de ce Grand Prix :
- Haas F1 Team inscrit ses premiers points en Formule 1 pour sa première course grâce à la sixième place de Romain Grosjean[35] ; C'est la première fois depuis 2002 avec Mika Salo sur Toyota, sixième à Melbourne, qu'une écurie novice marque dès sa première course[36] ;
- Mercedes, avec cinq doublés consécutifs, rejoint au palmarès Ferrari (doublés réalisés du Grand Prix de Belgique 1952 au Grand Prix des Pays-Bas 1952 et du Grand Prix de Hongrie 2002 au Grand Prix du Japon 2002). Les Flèches d'Argent avait déjà égalé ce record en 2014 entre les Grand Prix de Malaisie et de Monaco[37] ;
- 13 pilotes terminent la course dans le même tour ; il s'agit du plus haut score réalisé depuis l'organisation du Grand Prix sur l'Albert Park[38] ;
- Romain Grosjean, sixième du Grand Prix avec une écurie débutante, est élu « Pilote du jour », avec 14 000 voix recueillies au niveau mondial lors d'un vote organisé sur le site officiel de la Formule 1. Pour autant, il n'est pas le pilote le plus plébiscité puisque Rio Haryanto, premier pilote de Formule 1 indonésien qui faisait ses débuts dans la discipline, a recueilli 22 000 voix émanant de son pays[39] ;
- Martin Donnelly (13 Grands Prix entre 1989 et 1990, vainqueur du Grand Prix de Macao 1987) est nommé assistant des commissaires de course pour ce Grand Prix[40].